# Олара-Окелло, Базилио
Базилио Олара-Окелло (англ. Bazilio Olara-Okello; 1929 — 9 января 1990, Хартум) — угандийский военный офицер, один из командующих Фронта национального освобождения Уганды, который вместе с танзанийской армией сверг Иди Амина Даду в 1979 году. В 1985 году он короткое время был председателем военного совета и де-факто главой государства Уганда, а затем стал генерал-лейтенантом и командующим вооружёнными силами.
Во время Гражданской войны в Уганде (или как её ещё называют «Войны в кустах») между Фронтом национального освобождения Уганды, который являлся уже национальной армией, и Народной армией сопротивления (НАС) во главе с Йовери Мусевени в 1985 году бывший президентом Милтон Оботе всё больше отстранял от управления армией генералов, представителей народности ачоли. На их место он назначал своих «соплеменников» из народности ланги. Конечно, это не нравилось генералам из ачоли. Поэтому 27 июля 1985 года военные отряды ачоли из Фронта национального освобождения под командованием Базилио Олара-Окелло организовали государственный переворот. Национальная ассамблея Уганды была распущена, и был сформирован военный совет. С 27 до 29 июля Олара-Окелло был председателем военного совета и де-факто главой государства.
29 июля генерал Тито Окелло (однофамилец Базилио) стал председателем военного совета. Олара-Окелло был повышен в звании от бригадира до генерал-лейтенанта и назначен главнокомандующим вооружёнными силами. Он командовал армией, пока Йовери Мусевени и его Национальная армия сопротивления не захватили власть 26 января 1986 года. Олара-Окелло отправился в изгнание в Судан, где жил до самой смерти. Базилио Олара-Окелло умер 9 января 1990 года в городе Хартум.
В январе 2010 года Базилио Олара-Окелло был посмертно награждён Медалью реки Кагера за участие в борьбе против Иди Амина.